# Michael Cera
Michael Austin Cera, född 7 juni 1988 i Brampton, Ontario, Kanada, är en kanadensisk skådespelare, komiker, producent, sångare och låtskrivare.
Cera är bland annat känd för sin roll som George-Michael Bluth i TV-serien Arrested Development. Han har även medverkat i flera andra TV-serier, inklusive en mindre roll i Twin Peaks. Även i filmer som Supersugen (2007), Juno (2007), Nick och Norahs oändliga låtlista (2008), Year One (2009), Scott Pilgrim vs. the World (2010) och This Is the End (2013).

## Filmografi, i urval
- 2001 – My Louisiana Sky
- 2003–2013 – Arrested Development (TV-serie)
- 2007 – Supersugen
- 2007 – Juno
- 2008 – Nick och Norahs oändliga låtlista
- 2008 – Extreme Movie
- 2009 – Paper Heart
- 2009 – Year One
- 2010 – Youth In Revolt
- 2010 – Scott Pilgrim vs. the World
- 2013 – This Is the End
- 2017 – Twin Peaks
- 2023 – Barbie
- 2023 – Scott Pilgrim Takes Off (TV-serie)
- 2024 – Sacramento
- 2025 – The Running Man